# Lee Joo-bin
Lee Joo-bin (en hangul, 이주빈; romanización revisada, I Ju-bin), es una actriz y modelo surcoreana.

## Biografía
Estudió en la Universidad de Mujeres de Dongduk (Dongduk Women's University).

## Carrera
Es miembro de la agencia Swag Management & Pictures (SWMP). Previamente fue aprendiz de la agencia DSP Media.
En 2018 se unió al elenco recurrente de la serie Mr. Sunshine donde interpretó a Gye-hyang, la concubina del ministro Lee.
En febrero de 2019 se unió al elenco recurrente de la serie Trap donde dio vida a Kim Shi-hyun, la secretaria de Kang Woo-hyun (Lee Seo-jin). En agosto del mismo año se unió al elenco recurrente de la serie Be Melodramatic (también conocida como "Melo is My Nature") donde interpretó a Lee So-min, es una de las principales celebridades y rival de Lee Eun-jung (Jeon Yeo-been). En septiembre del mismo año se unió al elenco recurrene de la serie The Tale of Nokdu (también conocida como "Mung Bean Chronicle"), donde dio vida a Mae Hwa-soo, la mejor amiga de Dong Dong-joo (Kim So-hyun) y una popular Gisaeng.
El 17 de febrero de 2020 se unió al elenco principal del drama especial Hello Dracula donde interpretó a Seo-yeon, la cantante principal de la banda indie "Ashes", quien también da clases de música en la misma escuela primaria donde enseña An-na (Seohyun). En marzo del mismo año se unió al elenco recurrente de la serie Find Me in Your Memory, donde dio vida a Jung Seo-yeon, una bailarina y la primera novia de Lee Jung-hoon (Kim Dong-wook), quien es asesinada por un hombre misterioso.
El 9 de junio del mismo año se unió al elenco principal de la serie web Ga Doo Ri’s Sushi Restaurant (también conocida como "Gaduri Restaurant") donde interpretó a Ga Doo-ri, una experta en citas que da consejos refrescantes sobre citas a traés de las cartas del tarot y la dueña de un restaurante de sushi que termina enamorándose de su misterioso vecino Cha Woo-bin (Hyuk), hasta el final de la serie el 16 de julio del mismo año.
En enero de 2021 se unió al elenco de la serie She Would Never Know (también conocida como "Sunbae, Don't Put on that Lipstick"), donde interpretó a Lee Hyo-joo, una joven fotógrafa prometedora y nieta del fundador de la marca de cosméticos, quien debajo de su fuerte orgullo hay una profunda sensación de soledad, hasta el 9 de marzo del mismo año.
En enero de 2022 se anunció su participación en la serie de MBC Doctor Lawyer, con el papel de Lim Yu-na, la hija de un poderoso político que trabaja como directora del Centro de I+D del hospital Banseok.

## Filmografía

### Series de televisión
| Año     | Título                                   | Personaje     | Notas                       | Ref.                 |
| ------- | ---------------------------------------- | ------------- | --------------------------- | -------------------- |
| 2017    | Whisper                                  |               |                             |                      |
| 2018    | Mr. Sunshine                             | Gye-hyang     |                             |                      |
| 2018    | Love Is Jungle                           | Joo-bin       | Serie web en ocho episodios |                      |
| 2018-19 | My Only One                              | Soo-jung      |                             |                      |
| 2019    | Trap                                     | Kim Shi-hyun  |                             |                      |
| 2019    | Item                                     |               |                             |                      |
| 2019    | Be Melodramatic                          |               |                             |                      |
| 2019    | The Tale of Nokdu                        |               |                             |                      |
| 2020    | Hello Dracula                            | Seo-yeon      | Drama Festa, dos episodios  |                      |
| 2020    | Find Me in Your Memory                   |               |                             | [ 3 ]                |
| 2020    | Ga Doo Ri’s Sushi Restaurant             | Ga Doo-ri     | Serie web en doce episodios |                      |
| 2021    | Love Spoiler                             | -             | Drama Stage, un episodio    | [ 10 ]               |
| 2021    | She Would Never Know                     | Lee Hyo-jo    |                             |                      |
| 2022    | Money Heist: Korea – Joint Economic Area | Yoon Mi-seon  |                             |                      |
| 2022    | Doctor Lawyer                            | Lim Yu-na     |                             | [ 9 ]                |
| 2022    | Amor por contrato                        | Jung Ji-eun   |                             | [ 11 ]               |
| 2023    | Batalla de amor                          | Oh Se-na      |                             | [ 12 ]               |
| 2024    | La reina de las lágrimas                 | Cheon Da-hye  |                             | [ 13 ]               |
| 2024    | Tarot                                    | Ji-oh         | Serie web                   |                      |
| 2025    | Seguro de divorcio                       | Kang Han-deul |                             | [ 14 ] [ 15 ] [ 16 ] |

### Películas
| Año  | Título                    | Personaje  | Notas          |
| ---- | ------------------------- | ---------- | -------------- |
| 2017 | Lalala                    |            | (corto)        |
| 2017 | Joseon Farmers Dictionary |            | (película web) |
| 2024 | The Roundup: Punishment   | Han Ji-soo |                |

### Programas de variedades
| Año  | Título                                    | Notas                | Ref.   |
| ---- | ----------------------------------------- | -------------------- | ------ |
| 2019 | Happy Together: Season 4                  | (ep. 590) - invitada |        |
| 2020 | Running Man                               | (ep. 527) - invitada | [ 17 ] |
| 2020 | War of Villains (Battle of the Musicians) | miembro              | [ 18 ] |

### Aparición en videos musicales
| Año  | Intérprete(s)              | Canción                       | Notas |
| ---- | -------------------------- | ----------------------------- | ----- |
| 2019 | Im Chang-jung              | "Never Ending" (십삼월)       |       |
| 2018 | Lee Woo                    | "If I Know" (미리 알았더라면) |       |
| 2017 | Block B                    | "Yesterday"                   |       |
| 2011 | Mighty Mouth ft. Kim So-ya | "Tok Tok"                     |       |
| 2008 | SS501                      | "A Song Calling for You"      |       |

### Revistas / sesiones fotográficas
| Año  | Título       | Notas                  | Ref.   |
| ---- | ------------ | ---------------------- | ------ |
| 2020 | Woman Chosun | (publicación de marzo) | [ 19 ] |

### Anuncios
| Año | Título       | Notas |
| --- | ------------ | ----- |
| -   | LG트롬건조기 |       |
| -   | 미스글로우   |       |
| -   | ABC마트      |       |
| -   | LG 유플러스  |       |
| -   | 클라렌       |       |
| -   | 현대자동차   |       |
| -   | 빙그레       |       |
| -   | 이니스프리   |       |
| -   | 맨소래담     |       |